# ویس (یمن)
 ویس  به عربی ( الویس  ) روستایی از روستاهای آباد منطقهٔ کوکبان، از توابع استان اِب در کشور یمن در شبه جزیره عربستان است. 
جمعیت آن ۴۷۹ نفر (۱۶ خانوار) می‌باشد.